# Беловодская волость
Белово́дская во́лость — историческая административно-территориальная единица Старобельского уезда Харьковской губернии с центром в слободе Беловодск.
По состоянию на 1885 год состояла из 7 поселений, 4 сельских общин. Население — 15 206 человек (7 538 мужского пола и 7 668 — женского), 1 752 дворовых хозяйства.
|                        | Площадь, десятин | В том числе пахотной, дес. |
| ---------------------- | ---------------- | -------------------------- |
| Сельских общин         | 25975            | 14510                      |
| Частной собственности  | 28               | -                          |
| Казенной собственности | 17253            | 2602                       |
| Другой собственности   | 201              | -                          |
| В целом                | 43457            | 17112                      |

Основные поселения волости состоянию на 1885 год:
- Беловодск — бывшая государственная слобода при реке Новый Деркул в 50 верстах от уездного города, 11 673 человека, 1 465 дворовых хозяйств, 3 православные церкви, 3 школы, лазарет, больница, почтовая станция, 10 постоялых дворов, 51 лавка, 15 кожевенных заводов, 94 ветряных мельницы, 2 свечных завода, базары, 4 ярмарки в год. За 7 верст — православная церковь, часовня, 2 школы, казенный конский питомник. За 7 верст — кирпичный завод.
- Очкуров — бывший государственный хутор при реке Новый Деркул, 596 человек, 69 дворовых хозяйств.
- Семикозовка — бывший государственный хутор при реке Обиток, 1008 человек, 125 дворовых хозяйств, православная церковь.
- «Царевский» — бывший государственный хутор при реке Деркул, 782 человека, 93 дворовых хозяйства.

Крупнейшие поселения волости по состоянию на 1914 год:
- слобода Беловодск — 16 238 жителей;
- хутор Семикозовка — 1 697 жителей;
- село Копани — 1 262 жителя;
- хутор «Царевский» — 1 032 жителя.

Старшиной волости был Иван Яковлевич Коршун, волостным писарем — Андрей Гаврилович Ковтун, председателем волостного суда — Ефим Григорьевич Лубенец.